# Arpicordo
L’Arpicordo est un petit virginal à un seul clavier de la Renaissance et du début du baroque, d'origine italienne, de forme généralement polygonale. Le nom ne doit pas être confondu avec celui d'arpichordum, dispositif particulier de certains clavecins.  

## Description
La connaissance de l'instrument est de nos jours très maigre : il semble que peu d'instruments aient survécu. On trouve différentes graphies : alpichordo, ampichordo, harpichordo ou même clavicordio et spinetta. L'instrument est appelé épinette-harpe (lorsqu'il est carré) ou clavecin-harpe en raison de sa sonorité rappelant celle de la harpe. Mais l'origine du nom semble provenir moins du son que de sa forme : selon Denzil Wraight, elle doit son nom au dessin polygonal ressemblant à une harpe (en italien : arpa). C'est ce que disent Vincenzo Galilei : « Cet instrument n'est rien d'autre qu'une harpe couchée » (« il quale strumento altro non è che un Harpa giacente ») et Adriano Banchieri : « la forma di tale stromento è appuntata da amendui le parti [sic pour ambedue le parti ?] con il scanello & accorda [ou : accordo] dell'Arpa ».
En pratique, l'arpicordo semble être, à l'époque, un nom générique pour des instruments à clavier en Italie, ceux-ci ayant différentes formes (notamment polygonale), et en particulier celle du virginal (carré). 
À noter qu'il n'y a pas de relation entre l'arpicordo et l'arpichordum (ou harpichordium) qui est un dispositif annexe à un registre de muselaar sur les clavecins flamands.

## Histoire

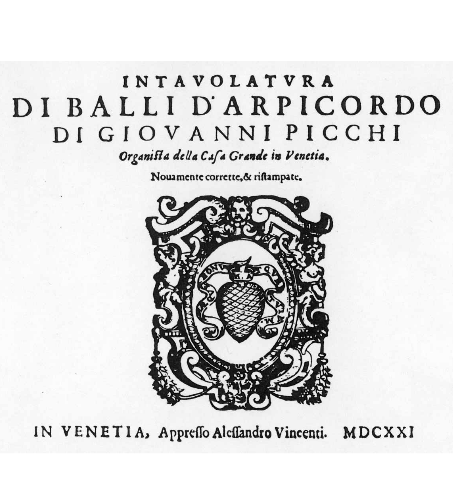
Intavolatura di Balli d’Arpicordo (chez Alessandro Vincenti, Venise 1621). Page de titre.

Quatre compositeurs, certains quelque peu obscurs, laissent des publications spécifiquement destinées à l'instrument et à la danse (auquel on peut ajouter, une série de Gardane, 1551). Il s'agit, chronologiquement, de Marco Facoli (1588), Giovanni Maria Radino (1591), Girolamo Diruta (1593) et surtout Giovanni Picchi (1618, réédité en 1620), dernière collection du genre.
Le volume de Radino est dans l'histoire, le premier imprimé qui précise la destination au « clavecin », après douze volumes pour le clavier imprimés en Italie entre 1517 et 1590. L'auteur a même fait publier juste après, un arrangement pour le luth en en modifiant l'écriture : « au clavier, de larges accords de cinq ou six sons, des mordants doubles ou triples, des sauts d'octaves, de longs traits, en résumé un style brillant ; plus calme est le luth : les accords (arpégés) ne dépassent pas quatre sons, les parties intermédiaires sont fréquemment coupées de silences, les écarts dans une même partie ou entre les parties sont minimes : l'on peut ainsi saisir sur le vif l'esprit de soumission dont fait preuve le compositeur devant l’exigence des instruments et l'habileté avec laquelle il résout les problèmes propres à chacun. »
Les balli de Picchi, sont celles d'un maître de danse réputé, actif pendant le premier quart du XVIIe siècle et organiste de la Casa grande à Venise (Basilique Santa Maria Gloriosa dei Frari), comme indiqué sur la page de titre. Le contenu est riche et plein d'imagination, allant parfois jusqu'à l'extravagance, notamment les variations sur le Passamezzo dans leur développement plein de fougue et d'excitation.
Le fait que Radino et Picchi soient tous deux luthistes, que le premier fait publier une version pour le luth « renforce l'hypothèse que les deux instruments et leurs répertoires se superposaient fréquemment ; et il est prouvé que certains interprètes d'instruments à claviers jouaient à vue des œuvres écrites en tablature pour le luth. »

## Œuvres publiées
- Gardane, 1551
- Marco Facoli, Il Secondo Libro d’Intavolatura di Balli d’Arpichordo, Pass’e mezzi, Saltarelli, Padouane… (1588) Composé de 10 danses.
- Giovanni Maria Radino, Il primo libro d'intavolatura di balli d'arpicordo (1591/92)[1]
- Girolamo Diruta, Il transilvano dialogo sopra il vero modo di sonar organi, et istromenti da penna, (Venise, 1593 chez Giacomo Vincenti et 1622) (OCLC 878663226) L'édition moderne porte pour sa part ce titre : Musica per organo e arpicordo
- Giovanni Picchi, Intavolatura di balli d'arpicordo (Venise 1618, réédité en 1620 chez Alessandro Vincenti) Composé de 8 danses.

### Articles
- (it) L. Cervelli, Arpicordo: mito di un nome e realtà di uno strumento, Quadrivium, xiv (1973), p. 187–195
- (en) D.J. Hamoen, The Arpicordo Problem: Armand Neven's Solution Reconsidered, Acta Musicologica, XLVIII (1976), p. 181–184
- (nl) J.H. Van der Meer, Das Arpicordo-Problem nochmals erörtert, Acta Musicologica, xlix (1977), p. 275–279
- Berthe Dedoyard, « Des musiques pour arpicordo de Marco Facoli : à la découverte d'un testament inconnu », Revue belge de Musicologie / Belgisch Tijdschrift voor Muziekwetenschap, vol. 41,‎ 1987, p. 63–74 (ISSN 0771-6788, DOI 10.2307/3687056, JSTOR 3687056)

### Ouvrages généraux
- (en) The New Grove Dictionary of Music and Musicians (édité par Stanley Sadie), Londres, Macmillan, seconde édition, 29 vols. 2001, 25000 p. (ISBN 978-0-19-517067-2) :
  - (en) Denzil Wraight, « Arpicordo [alpichordo, ampichordo, harpichordo ] », dans Grove Music Online, Oxford University Press, 2001.  
  - (en) Howard Fergusson, « Radino, Giovanni Maria   », dans Grove Music Online, Oxford University Press, 2001.
- (en) Denzil Wraight, chap. 4 « Related instruments : 2, The Arpicordo », dans Stanley Sadie (éd.), Early Keyboard instruments, MacMillan, coll. « The Grove Musical Instruments Series », 1989 (1re éd. 1980), 313 p. (ISBN 0-393-02554-3), p. 176–178.
- (en) Emanuel Winternitz, Musical Instruments and their Symbolism in Western Art : studies in musical iconology, New York, 1967 rééd. Yale University Press, 1979 (OCLC 4490687)
- (en) Willi Apel (trad. Hans Tischler), The History of Keyboard Music to 1700, Bloomington, Indiana University Press, 1972 rééd. 1997, 878 p. (ISBN 978-0-253-13790-6, 0-253-13790-X et 0253211417, OCLC 412121, BNF 42816816, lire en ligne)
- Geneviève Thibault, « La musique instrumentale au XVIe siècle – Introduction », dans Roland-Manuel (dir.), Histoire de la musique, t. 1, Paris, Éditions Gallimard, coll. « Encyclopédie de la Pléiade », 1960, 2236 p. (ISBN 2070104036, OCLC 852916, BNF 33042676), p. 1244–1245.

### Note discographique
- (fr) Robert Judd et Fabio Bonizzoni (clavecin) (trad. Pierre Mamou), « Giovanni Pichi e la scuola veneziana – Fabio Bonizzoni », p. 31– (Glossa GCD 921502), 2000 .[13]